# Comarca Navalmoral de la Mata
Die Comarca Navalmoral de la Mata ist eine der zehn Comarcas in der Provinz Cáceres.
Die im Osten der Provinz gelegene Comarca umfasst 34 Gemeinden auf einer Fläche von 2.444,12 km².

## Gemeinden
| Gemeinde                      | Einwohner (2024) | Fläche km² | Dichte Einw./km² | Cod INE | Postleitzahl |
| ----------------------------- | ---------------- | ---------- | ---------------- | ------- | ------------ |
| Almaraz                       | 1.615            | 33,91      | 48               | 10019   | 10350        |
| Belvís de Monroy              | 743              | 44,98      | 17               | 10026   | 10394        |
| Berrocalejo                   | 124              | 14,28      | 9                | 10028   | 10392        |
| Bohonal de Ibor               | 503              | 64,60      | 8                | 10030   | 10320        |
| Campillo de Deleitosa         | 84               | 25,60      | 3                | 10042   | 10329        |
| Carrascalejo                  | 225              | 48,48      | 5                | 10048   | 10331        |
| Casas de Miravete             | 112              | 50,16      | 2                | 10057   | 10360        |
| Casatejada                    | 1.382            | 111,82     | 12               | 10058   | 10520        |
| Castañar de Ibor              | 1.032            | 146,97     | 7                | 10060   | 10340        |
| Deleitosa                     | 682              | 144,21     | 5                | 10070   | 10370        |
| Fresnedoso de Ibor            | 239              | 54,66      | 4                | 10075   | 10328        |
| Garvín                        | 94               | 38,27      | 2                | 10083   | 10333        |
| El Gordo                      | 369              | 78,60      | 5                | 10085   | 10392        |
| Higuera de Albalat            | 100              | 40,54      | 2                | 10097   | 10359        |
| Majadas de Tiétar             | 1.267            | 51,96      | 24               | 10114   | 10529        |
| Mesas de Ibor                 | 152              | 48,75      | 3                | 10120   | 10329        |
| Millanes                      | 223              | 17,61      | 13               | 10122   | 10394        |
| Navalmoral de la Mata         | 17.028           | 155,96     | 109              | 10131   | 10300        |
| Navalvillar de Ibor           | 378              | 55,53      | 7                | 10132   | 10341        |
| Peraleda de la Mata           | 1.431            | 92,06      | 16               | 10140   | 10335        |
| Peraleda de San Román         | 277              | 61,90      | 4                | 10141   | 10334        |
| Pueblonuevo de Miramontes     | 775              | 23,20      | 33               | 10905   | 10318        |
| Robledollano                  | 320              | 61,74      | 5                | 10159   | 10371        |
| Romangordo                    | 251              | 39,07      | 6                | 10160   | 10359        |
| Rosalejo                      | 1.328            | 40,20      | 33               | 10901   | 10391        |
| Saucedilla                    | 994              | 60,41      | 16               | 10173   | 10390        |
| Serrejón                      | 407              | 124,15     | 3                | 10176   | 10528        |
| Talayuela                     | 7.304            | 181,14     | 40               | 10180   | 10310        |
| Tiétar                        | 854              | 23,89      | 36               | 10904   | 10357        |
| Toril                         | 159              | 149,76     | 1                | 10182   | 10521        |
| Valdecañas de Tajo            | 96               | 18,81      | 5                | 10197   | 10329        |
| Valdehúncar                   | 186              | 25,60      | 7                | 10199   | 10393        |
| Valdelacasa de Tajo           | 342              | 72,90      | 5                | 10200   | 10332        |
| Villar del Pedroso            | 556              | 242,40     | 2                | 10213   | 10330        |
| Comarca Navalmoral de la Mata | 41.632           | 2.444,12   | 17               | –       | –            |

## Nachweise
1. ↑  Instituto Nacional de Estadística Municipal Register of Spain
2. ↑  FUENTE: Ministerio de Agricultura, Pesca y Alimentación